# Młodzieżowe Mistrzostwa Polski Par Klubowych na Żużlu 2013
Młodzieżowe Mistrzostwa Polski Par Klubowych na Żużlu 2013 – zawody żużlowe, mające na celu wyłonienie medalistów młodzieżowych mistrzostw Polski par klubowych w sezonie 2013. Rozegrano trzy turnieje eliminacyjne oraz finał, w którym zwyciężyli żużlowcy Włókniarza Częstochowa.
Pierwotnie zawody miały być rozegrane w dniu 24 września, jednakże z powodu padającego deszczu zostały przerwane po 10. biegu.

## Finał
- Gdańsk, 3 października 2013[2]
- Sędzia: Ryszard Bryła

| Miejsce | Kluby                          | Suma | Zawodnicy                                            | Punkty                                     |
| ------- | ------------------------------ | ---- | ---------------------------------------------------- | ------------------------------------------ |
| złoto   | Dospel Włókniarz Częstochowa   | 24   | Artur Czaja Rafał Malczewski Hubert Łęgowik          | 17 (3,3,3,3,2,3) 3 (0,–,1,2,–,–) 4 (0,3,1) |
| srebro  | Unibax Toruń                   | 22   | Paweł Przedpełski Kamil Pulczyński Emil Pulczyński   | 12 (0,2,3,1,3,3) 8 (1,1,–,2,2,2) 2 (2)     |
| brąz    | Renault Zdunek Wybrzeże Gdańsk | 21   | Krystian Pieszczek Marcel Szymko Dominik Kossakowski | 15 (3,2,3,2,3,2) 6 (2,1,2,0,1,0) ns        |
| 4       | Betard Sparta Wrocław          | 19   | Patryk Dolny Patryk Malitowski Mike Trzensiok        | 8 (1,3,1,1,2,0) 11 (2,0,2,3,3,1) ns        |
| 5       | Polonia Bydgoszcz              | 17   | Szymon Woźniak Mikołaj Curyło Bartosz Bietracki      | 14 (2,2,2,3,2,3) 1 (0,1,d,–,–,–) 2 (u,u,2) |
| 6       | Unia Tarnów                    | 14   | Kacper Gomólski Mateusz Borowicz Ernest Koza         | 9 (3,3,3,w,–,–) 3 (1,1,0,–,1,0) 2 (1,d,1)  |
| 7       | Stelmet Falubaz Zielona Góra   | 5    | Alex Zgardziński Kamil Adamczewski                   | 5 (2,3,w,w,w,w) 0 (–,–,–,–,–,–)            |

Bieg po biegu:
1. Gomólski, Woźniak, Borowicz, Curyło
2. Czaja, Malitowski, Dolny, Malczewski
3. Pieszczek, Szymko, K.Pulczyński, Przedpełski
4. Gomólski, Zgardziński, Borowicz
5. Dolny, Woźniak, Curyło, Malitowski
6. Czaja, Przedpełski, K.Pulczyński, Łęgowik
7. Zgardziński, Pieszczek, Szymko
8. Gomólski, Malitowski, Dolny, Borowicz
9. Czaja, Woźniak, Malczewski, Curyło (d4)
10. Przedpełski, E.Pulczyński, Zgardziński (w/su)
11. Pieszczek, Szymko, Koza, Gomólski (w/u)
12. Woźniak, K.Pulczyński, Przedpełski, Bietracki (u4)
13. Malitowski, Pieszczek, Dolny, Szymko
14. Czaja, Malczewski, Zgardziński (w/2min)
15. Przedpełski, K.Pulczyński, Borowicz, Koza (d4)
16. Pieszczek, Woźniak, Szymko, Bietracki (u4)
17. Malitowski, Dolny, Zgardziński (w/2min)
18. Łęgowik, Czaja, Koza, Borowicz
19. Woźniak, Bietracki, Zgardziński (w/2min)
20. Przedpełski, K.Pulczyński, Malitowski, Dolny
21. Czaja, Pieszczek, Łęgowik, Szymko